# Xenorhina
Xenorhina é um gênero de anfíbios da família Microhylidae.
As seguintes espécies são reconhecidas:
- Xenorhina adisca Kraus & Allison, 2003
- Xenorhina anorbis (Blum & Menzies, 1989)
- Xenorhina arboricola Allison & Kraus, 2000
- Xenorhina arfakiana (Blum & Menzies, 1989)
- Xenorhina arndti Günther, 2010
- Xenorhina bidens Van Kampen, 1909
- Xenorhina bouwensi (de Witte, 1930)
- Xenorhina eiponis Blum & Menzies, 1989
- Xenorhina fuscigula (Blum & Menzies, 1989)
- Xenorhina gigantea Van Kampen, 1915
- Xenorhina huon (Blum & Menzies, 1989)
- Xenorhina lanthanites (Günther & Knop, 2006)
- Xenorhina macrodisca Günther & Richards, 2005
- Xenorhina macrops Van Kampen, 1913
- Xenorhina mehelyi (Boulenger, 1898)
- Xenorhina minima (Parker, 1934)
- Xenorhina multisica (Blum & Menzies, 1989)
- Xenorhina obesa (Zweifel, 1960)
- Xenorhina ocellata Van Kampen, 1913
- Xenorhina ophiodon (Peters & Doria, 1878)
- Xenorhina oxycephala (Schlegel, 1858)
- Xenorhina parkerorum Zweifel, 1972
- Xenorhina rostrata (Méhely, 1898)
- Xenorhina scheepstrai (Blum & Menzies, 1989)
- Xenorhina schiefenhoeveli (Blum & Menzies, 1989)
- Xenorhina similis (Zweifel, 1956)
- Xenorhina subcrocea (Menzies & Tyler, 1977)
- Xenorhina tumulus (Blum & Menzies, 1989)
- Xenorhina varia Günther & Richards, 2005
- Xenorhina zweifeli (Kraus & Allison, 2002)